# 黄烷
黄烷（flavan，flavane）是苯环B环联结在C-2位、中央C环部分为二氢吡喃环、4位无酮基的黄酮类化合物。
黄烷类属于一种苯并吡喃衍生物，是植物中许多黄酮类化合物的骨架结构，包括黄烷-3-醇、黄烷-4-醇和黄烷-3,4-二醇（无色花色素）。
一种放线植物粗枝木麻黄（Casuarina glauca） 在根部遭受弗兰克氏菌（Frankia）感染时会产生固氮结核，其中形成有黄烷的细胞层。

黄烷（flavan）的分子结构。其属于一种黄酮类化合物，图示其位标。